# 7976 Pinigin
7976 Pinigin è un asteroide della fascia principale. Scoperto nel 1977, presenta un'orbita caratterizzata da un semiasse maggiore pari a 2,2253462 UA e da un'eccentricità di 0,0970595, inclinata di 2,20554° rispetto all'eclittica.